# Tomias arescus
Tomias arescus är en insektsart som först beskrevs av Karsch 1896.  Tomias arescus ingår i släktet Tomias och familjen vårtbitare. Inga underarter finns listade i Catalogue of Life.